# Wanquan
För andra betydelser, se Wanquan (olika betydelser).
Wanquan, även romaniserat som Wanchüan, är ett härad som lyder under Zhangjiakous stadsområde i Hebei-provinsen i norra Kina.

## Källa
1. ↑  http://www.geohive.com/cntry/cn-13.aspx
2. ↑  ”worldpostmarks.net”. Arkiverad från originalet den 2 januari 2015. https://web.archive.org/web/20150102101710/http://worldpostmarks.net/HTML%20Countries/china.htm. Läst 7 november 2014.